# Тушек, Бруно
Бру́но Ту́шек (нем. Bruno Touschek) — австрийский физик, создатель первого в мире электрон-позитронного коллайдера, автор многих пионерских идей в области физики ускорителей.

## Биография
Родился 3 февраля 1921 года и окончил школу в Вене, в 1937 году поступил в Венский университет, но не смог обучаться в нём из-за того, что его мать была еврейка. Перебрался в Гамбург, где никто не знал о его происхождении, и продолжил обучение, параллельно работая, для того чтобы прокормиться. Работал в Studiengesellschaft für Elektronengeräte, дочерней компании фирмы Philips, где в это время была разработана дрейфовая трубка — элемент для ускорения электронов в клистроне.
В 1943 году попросился к Рольфу Видероэ, чтобы вместе создавать бетатрон, индукционный циклический ускоритель электронов, который в 1926 году Видероэ уже безуспешно пытался сделать, а в 1940 году создал Дональд Керст в США. В 1945 году Тушек был арестован гестапо. Видероэ навещал его в тюрьме, где они обсуждали физику частиц в бетатроне, в частности возможность радиационного затухания колебаний.
Чудом выжив в концентрационных лагерях, Тушек после войны в 1946 году заканчивает обучение в Гёттингенском университете и начинает работать в Институте физики Общества Макса Планка. С 1947 по 1952 год читает лекции в университете Глазго. В 1952 году переезжает в Италию, в Национальный институт ядерной физики во Фраскати. Параллельно читает лекции в Римском университете, становится там профессором. В 1955 году он ненадолго возвращается в Глазго, чтобы жениться на Elspeth Yonge, которая позже родит ему двух сыновей.
7 марта 1960 года Тушек делает презентацию во Фраскати, где предлагает концепцию коллайдера, в котором пучки частиц и античастиц вращаются в одном и том же кольце навстречу друг другу, сталкиваясь в двух точках, где детекторы регистрируют результат взаимодействия. Уже через год, в 1961 году первый пучок захвачен в накопительное кольцо AdA (итал. Anello di Accumulazione), однако первые результаты опубликованы лишь в 1966 году, после того как AdA был перевезён во Францию (лаборатория Орсэ).
Среди других известных результатов, полученных Бруно Тушеком — теоретическое обоснование так называемого эффект Тушека: рассеяния частиц сгустка друг на друге, при котором поперечные импульсы переходят в продольные, и, значительно увеличиваясь за счёт релятивистского преобразования, приводят к гибели частиц.

## Публикации
- Bruno Touschek. The Italian Storage Rings : Proc. Summer Study on Storage Rings, Accelerators and Experimentation at Super High-Energies. — Brookhaven National Laboratory, 1963.

- Bernardini, C.; Corazza, G.F.; Guigno, G.; Ghigo, G.; Haissinski, J.; Marin, P.; Querzoli, R.; Touschek, B. (1963). Lifetime and Beam Size in a Storage Ring. Physical Review Letters. 10 (407). doi:10.1103/PhysRevLett.10.407.

- Bernardini, C.; Corazza, G.F.; Guigno, G.; Haissinski, J.; Haissinski, J.; Marin, P.; Querzoli, R.; Touschek, B. (1964). Measurements of the rate of interaction between stored electrons and positrons. Il Nuovo Cimento. 34: 1473–1493. doi:10.1007/BF02750550.

- E. Ferlenghi, C. Pellegrini, B. Touschek. The Transverse Resistive Wall Instability Of Extremely Relativistic Beam Of Electrons And Positrons : Proc. HEACC'65. — 1965. — С. 378-381.

- Touschek, B. (1974). What is high energy?. Physics Letters B. 51 (2): 184-186. doi:10.1016/0370-2693(74)90211-1.